# Глубоковский (Тульская область)
Глубоковский — посёлок в Суворовском районе Тульской области России. 
В рамках административно-территориального устройства входит в Балевскую сельскую территорию Суворовского района, в рамках организации местного самоуправления входит в Северо-Западное сельское поселение.

## История
Дата основания точно неизвестна, но деревня Глубокое (ныне посёлок Глубоковский) отмечена на карте Лихвинского уезда 1874 года. Также есть упоминания о Пророко-Ильинской церкви постройки 1800 года некогда располагавшейся в деревне. С открытием «Шахты № 4» для обеспечения низкосортным углём ГРЭС-19 в 1939 году население деревни резко возросло, и в 1948 деревня была переименована в «Рабочий посёлок Глубоковский». К 1970 году шахту закрыли, а население посёлка продолжало расти, так как в округе успешно расширялись другие шахты, да и на ГРЭС работы всегда хватало. В 1982 году закрыли последнюю из пяти шахт. Население посёлка на тот момент составляло более 1400 человек.
В начале 1990-х вообще пропала какая либо работа, и жители стали разъезжаться.
С 2006 до 2013 гг. посёлок входил состав городского поселения рабочий посёлок Агеево. С 2013 года входит в Северо-Западное сельское поселение.

## Население
| 2010 |
| ---- |
| 213  |